# Marc Carbonneau
Marc Carbonneau (nacido el 29 de mayo de 1933) fue miembro de la Célula de Liberación del Frente de Liberación de Quebec (FLQ) y apareció en la lista de los más buscados de Canadá el 11 de noviembre de 1970. 

## Biografía
Carbonneau, un taxista de profesión, estuvo activo en grupos de izquierda en la década de 1950 y se unió a la FLQ 15 años después.
El 7 de octubre de 1969, participó en las protestas organizadas por el Movimiento de Liberación de Quebec contra el monopolio de Murray-Hill, que más tarde se conocería como el motín de Murray-Hill. Durante la crisis de octubre de 1970, fue parte de la Célula de Liberación del Frente de Liberación de Quebec que secuestró al Comisionado de Comercio Británico James Cross. A cambio de la liberación de Cross, Carbonneau y los otros miembros del grupo fueron llevados en exilio voluntario en Cuba. Después de más de 10 años viviendo en Cuba y más tarde en Francia, regresó a Quebec el 25 de mayo de 1981.
Carbonneau fue acusado de cuatro cargos relacionados con el secuestro. Primero se declaró inocente, luego cambió su declaración por culpabilidad unos meses más tarde. Fue sentenciado a 20 meses de prisión y 150 horas de servicio comunitario, una pena más ligera que la de otros tres secuestradores de FLQ que regresaron antes que él. El juez de la sentencia describió factores atenuadores: la declaración de culpabilidad de Carbonneau, su renuncia a acciones pasadas, su progreso en la reintegración social, su falta de compromiso con la ideología de la FLQ y su edad.